# Большая Сыя
Большая Сыя (в верховье — Леонтьевский) — горная река северо-восточных отрогов Кузнецкого Алатау, левый приток реки Белый Июс.
Длина — 29 км. Протекает по территории Ширинского района Хакасии. Образуется на северном склоне горы Унгур.
Абсолютная высота истока — более 1000 м, высота устья — 510 м. Большая Сыя имеет около 20 притоков, наиболее крупные: Большая Собака (14 км), Королевская Сыя (10 км). В годичном ходе водного режима выделяются: весенне-летнее половодье (75-85 % годового стока), летние дождевые паводки, летне-осенняя и зимняя межень. Модуль стока реки — 13,6 л/с с км². Питание — преимущественно за счёт таяния снега. В бассейне расположены населённые пункты: посёлки Мирный, Верхний Стан, Коммунар. Речная вода подвергалась воздействию золотодобывающих предприятий, что отражается на её химическом составе: увеличение концентраций ртути, золота, сурьмы, тантала и других веществ. Водные ресурсы используются в хозяйственно-бытовых целях.

## Притоки
- Буткеевский (лв)
- 12 км: Большая Собака (лв)
- Саракчульский (пр)
- Васильевский
- Каменный (лв)
- Салгон (лв)
- 18 км: Королевская Сыя (лв)
- Макаровский (пр)
- Витальский (пр)

## Данные водного реестра
По данным государственного водного реестра России относится к Верхнеобскому бассейновому округу, водохозяйственный участок реки — Чулым от г. Ачинск до водомерного поста села Зырянское, речной подбассейн реки — Чулым. Речной бассейн реки — (Верхняя) Обь до впадения Иртыша.